# Мексиканська експедиція
Мексика́нська експеди́ція (англ. Mexican Expedition) або Експедиція Панчо Вілья (англ. Pancho Villa Expedition) — військова операція, що проводилася американськими експедиційними силами проти нерегулярних військ повстанців Панчо Вілья, в роки Мексиканської революції 1910—1920 років. Вторгнення збройних сил США на територію Мексики сталося 1916—1917 роках і носило характер пошуково-каральної операції, спрямованої проти свавілля повстанців на прикордонних американських землях.
Приводом для проведення військового рейду американської армії став напад мексиканських партизан Вільї у березні 1916 року на місто Коламбус, у штаті Нью-Мексико. Офіційно метою військової операції американський уряд визначив захоплення Панчо Вільї. Бойові дії, що мали характер рейдових дій, завершилися успішним знищенням нерегулярного угруповання мексиканських повстанців, але головної мети каральної операції — узяття Панчо Вільї в полон досягти не вдалося.
Активні військові дії на мексиканській території тривали близько місяця, доки голова мексиканської революційної конституційної фракції й одночасно голова мексиканського уряду Венустіано Карранса не відрядив військові сили для протидії американському вторгненню. 12 квітня 1916 року поблизу міста Парраль сталася сутичка між американськими та мексиканськими військами. Місія американського контингенту була змінена, щоб не допустити подальших нападів на неї з боку мексиканських військ і переростання конфронтації у війну. Коли збройний конфлікт був врегульований дипломатичним шляхом, експедиція генерала Першинга залишалася в Мексиці ще до лютого 1917 року, щоб надати підтримку уряду Карранси в ліквідації загонів Вільї та запобігти подальшим набігам через кордон.

## Історія

### Передумови
З жовтня 1915 року ситуація на американо-мексиканському кордоні загострилася, коли уряд Сполучених Штатів офіційно визнав суперника та колишнього союзника Вільї Венустіано Каррансу главою уряду Мексики. Відчувши себе зрадженим, Вілья почав атакувати громадян США та їх власність на півночі Мексики. 26 листопада 1915 року Вілья направив свої війська для нападу на місто Ногалес і вступив у бій з американськими силами біля цього містечка. 11 січня 1916 року поблизу Санта-Ізабел, штат Чіуауа, шістнадцять американських цивільних працівників були зняті з потяга і розстріляні мексиканськими бандитами.
Близько 4:00 ранку 9 березня 1916 року війська Вільї напали на Коламбус, Нью-Мексико та Кемп Фурлонг, де був розташований пост армії США, і з вересня 1912 року в ньому дислокувалось близько 240 солдатів 13-го кавалерійського полку. В результаті нападу загинули десять мирних жителів та вісім солдатів, двоє цивільних та шість солдатів поранені. Мексиканські бандити спалили місто, вкрали коней і мулів, забрали кулемети, боєприпаси та товари, і втекли назад до Мексики. Втім, мексиканці зазнали колосальних втрат при нальоті, щонайменше 67 чоловіків було вбито і декілька десятків поранено. В першу чергу це було пов'язано з тим, що кулеметний підрозділ другого лейтенанта Джона Лукаса впритул відкрив вогонь з кулеметів Hotchkiss Mle 1909, спричинивши величезних втрат кінноті Вільї. З числа поранених бандитів ще 13 померло від поранень, а п'ятьох, взятих у полон допитали та повісили за бандитизм і вбивства.
|                                            |
| Лідер мексиканських повстанців Панчо Вілья |

|                                |
| Бригадний генерал Джон Першинг |

Наступного дня Президент США Вудро Вільсон надав дозвіл своїм військовим на проведення операції для покарання мексиканського бандитського угруповання та взяття під варту Панчо Вільї.

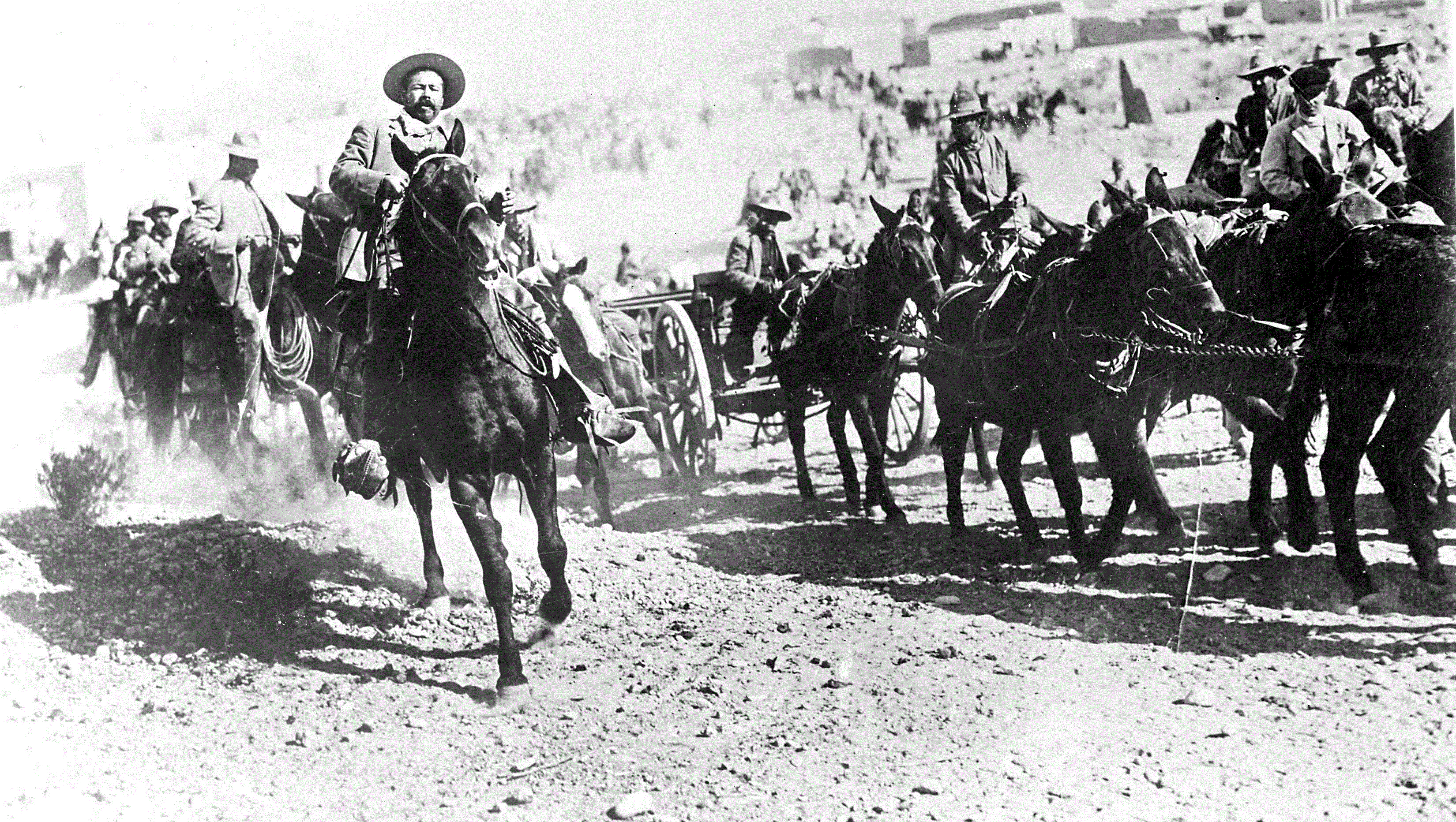
Ватажок мексиканських повстанців Панчо Вілья з своїми загонами

### Експедиція
Керівником операції з ловіння мексиканського лідера повстанців було визначено командира 8-ї піхотної бригади, що дислокувалася у Форт Блісс, бригадного генерала Джона Першинга.
15 березня 1916 року зведена експедиційна дивізія генерала Першинга, що складалася з трьох бригад (загалом 6 600 осіб у чотирьох полках кавалерії та двох полках піхоти), двома колонами перетнула американо-мексиканський кордон і увійшла на територію суміжної держави. Вперше в американській історії з повітря угруповання підтримувала 1-ша ескадрилья, озброєна 8 аеропланами JN-3, які забезпечували Першингу повітряну розвідку над районом проведення операції.
18 березня 7-й кавалерійський полк розпочав пошуки у південному напрямку, одночасно до району операції залізницею прибули підрозділи 10-го кавалерійського полку. Проведення операції в переважно гірській місцевості ускладнювалося зимовою погодою, що протрималася до початку квітня.

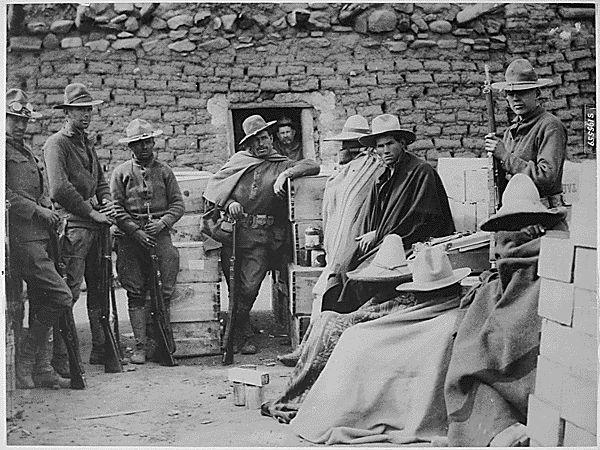
Американські солдати охороняють мексиканських бандитів, які брали участь у вторгненні в США. 27 квітня 1916

При проведенні рейдової операції генерал Першинг використовував новітні на той час розробки та методи ведення війни. Так, для постачання військ використовувалися вантажні автомобілі, що здійснювали перевезення продовольства, боєприпасів, майна до польових таборів. Це було перше використання конвоїв з вантажних автомобілів у військовій історії США, що дало корисний досвід при проведенні Першої світової війни. Корпус зв'язку також встановив бездротовий телеграфний зв'язок між постами на кордоні та штабом Першинга. Більш того на цьому етапі кампанії Першинг розгорнув невеликий передовий мобільний штаб з 30 осіб, який переміщався на автомобілях Dodge. Завдяки автомобільному транспорту командир дивізії постійно був у курсі просування своїх маневрених кінних колон, міг контролювати їх маневр, використовуючи літаки 1-ї ескадрильї в ролі літаків зв'язку для передачі розпоряджень та наказів.

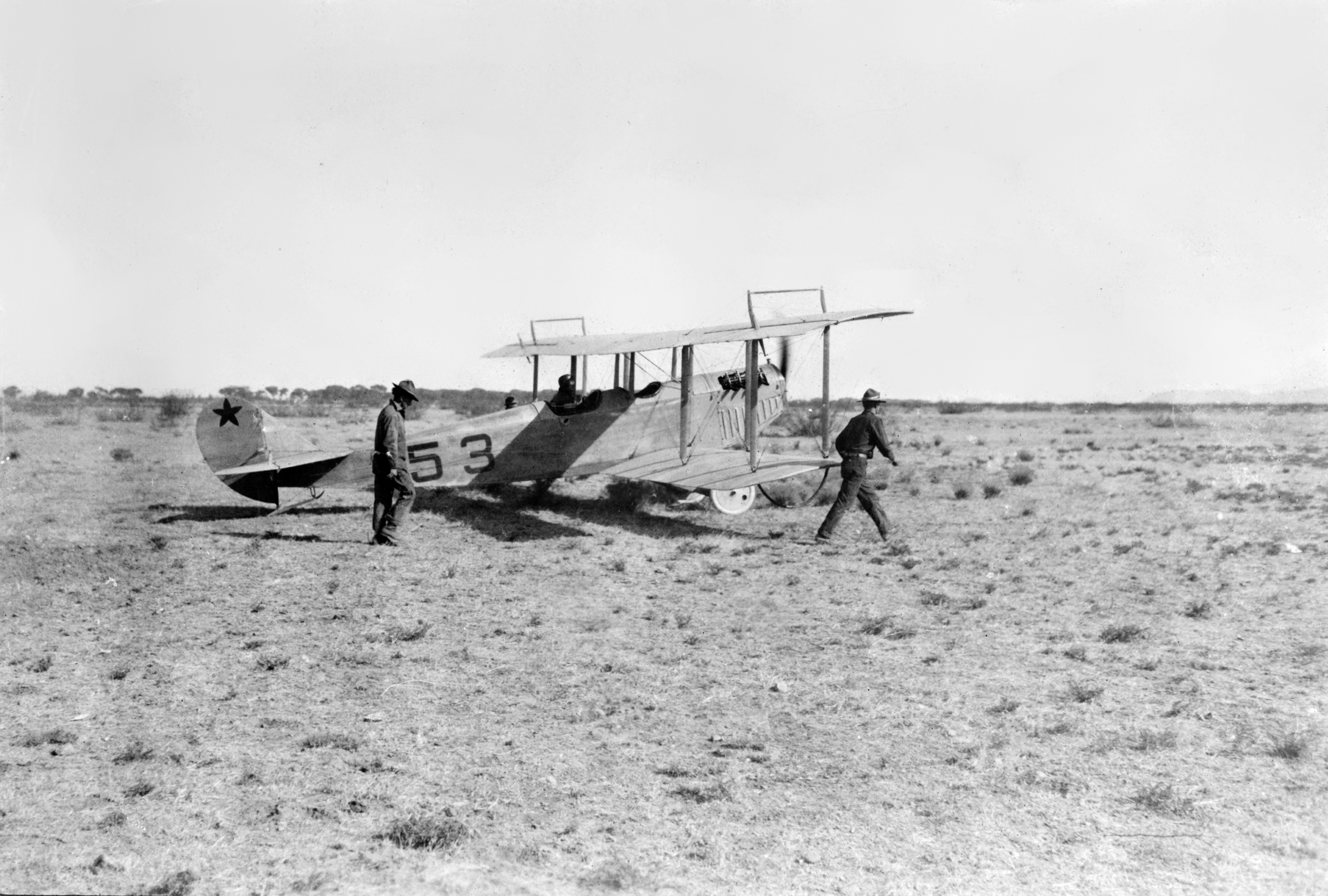
Аероплан Curtiss JN-3, що діяв разом з військами Першинга, в Касас-Грандес. Мексика

Передова штабна група генерала Першинга заглибилася в Мексику аж до містечка Сатево, на південному сході від міста Чіуауа, після чого наприкінці квітня повернула назад.
29 березня 1916 року стався перший бій між американськими експедиційними військами та повстанцями Панчо Вільї. Передовий загін полковника Джордж Додда з 370 кавалеристів 7-го полку, здійснив багатокілометровий марш через снігову Західну Сьєрра-Мадре, і несподівано для бандитів з ходу їх атакував. В результаті кавалерійської атаки на місто Герреро та п'ятигодинної гонитви за втікачами групи Вільї понад 75 мексиканців були вбиті або поранені, і він особисто був змушений відступити в гори.
Лише п'ятеро американців дістали поранень, жоден з них смертельного. Бій вважається найбільш успішною частиною експедиції.
1 квітня сталася сутичка між однією з відступаючих груп Вільї під командуванням Франциско Бельтраном, чисельністю близько 150 людей, з американським підрозділом від 10-го кавалерійського полку на ранчо поблизу Агуа Каліенте.
Колони американських військ просувалися все глибше в Мексику, посилюючи напругу між США та урядом Карранси.
12 квітня 1916 року американський підрозділ, що нараховував 128 кавалеристів, на чолі з майором Френком Томпкінсом піддавався нападу 500 мексиканських військовослужбовців поблизу міста Парраль. Томпкінсу було особисто наказано уникати прямого зіткнення урядовими військами для запобігання війни між країнами. Однак, у ході зіткнення двоє американців загинули, один зник безвісти, а ще шістьох поранено, в той час як мексиканські регулярні війська, за суперечливими даними, втратили від чотирнадцяти до сімдесяти чоловіків.
Зіткнення між американською та мексиканською армією стало переломним моментом в операції. Обидві країни розпочали дипломатичні переговори, щоб уникнути війни. Тим часом, начальник штабу армії генерал-майор Г'ю Ленокс Скотт висловив військовому секретарю Бейкеру, що Першинг практично виконав свою місію і що «негідно, щоб США полювали на одного чоловіка в іншій країні». Проте, президент не погодився з пропозиціями завершити операцію, не бажаючи, щоб під час виборчого року таки дії були сприйняті як поступка на тиск мексиканців.
Натомість 21 квітня Першинг наказав своїм військам відійти до Сан-Антоніо де Лос Ареналес. За тиждень він визначив командирам кавалерійських полків, зокрема щойно прибулому 5-му, п'ять районів у центральній частині Чіуауа, в яких влаштувати систему патрулювання та ліквідації невеликих груп бандитів.
29 квітня військами 10-го, 13-го, 7-го, 11-го та 5-го кавалерійських полків були зайняті визначені Першингом зони відповідальності. З цього часу американські підрозділи здійснювали періодичне прочісування навколишніх територій у пошуках бандформувань. Іноді траплялися сутички та невеликі за розмахом бої. У травні 1916 року в одному з таких боїв відзначився другий лейтенант Джордж Сміт Паттон, який переслідував на автомобілях групу мексиканців і в стрілянині знищили одного з ватажків Панчо Вільї — Хуліо Карденаса. За зухвалі дії молодого офіцера генерал Першинг прозвав Паттона «бандіто».

### Завершення активної фази
9 травня в Ель-Пасо, штат Техас, відбулася зустріч військового міністра генерала Альваро Обрегона та американського генерала Фунстона. Мексиканський воєначальник пригрозив американському колезі направити величезні сили проти ліній поставок експедиції та насильно вигнати її з Мексики. Не бажаючи нагнітати обстановку та провокувати конфлікт, американське командування віддало наказ Першингу вивести всі свої війська з Сан-Антоніо-де-Лос-Ареналес до Колонії Дублан.
З цього часу експедиційні війська генерала Першинга поступово згортали свою діяльність та висувалися на північ. 29 червня американські війська зосередилися на головній базі в Ель-Валлі в 60 милях на південь від кордону.
21 червня 1916 року стався останній бій у Мексиканській експедиції, коли невеликий загін 10-го полку наразився на мексиканський підрозділ (близько 300 чоловіків), і прийняв бій. У цій сутичці поблизу Каррізаль американці зазнали поразки, втративши загиблими офіцерів і 10 солдатів, ще 10 осіб дістали поранень, а решта, 24 чоловіки, були взяті в полон противником. Мексиканці втратили 24 особи вбитими та 43 пораненими; загинув їхній командир генерал Фелікс Гомес.
Бій біля Каррізаля поставив країни на межу війни і змусив обидва уряди вжити негайних заходів, чітко показуючи свій намір уникнути міждержавного конфлікту. США розмістили на кордоні 100 000 військовослужбовців, але завдяки дипломатичним крокам до 4 липня велика криза війни промайнула. За обопільним рішенням, американська армія залишалася в Колонії Дублан на невизначений термін, з базуванням в одному місці, для стимулювання уряду Карранси серйозно сприймати зобов'язання піймати Вілью. Уряд Карранси не зміг впоратися з цим завданням та ліквідувати бандитське угруповання Вільї, тим не менш, операції американських військ у Мексиці протягом наступних шести місяців практично припинилися.
18 січня 1917 року Першингу було наказано підготувати експедицію до повернення до США, що було проведено з 28 січня до 5 лютого.